# 阿斯凯兰区 (阿尔察赫)
阿斯凯兰区，是位于高加索地区的未被广泛承认的阿尔扎赫共和国（纳戈尔诺-卡拉巴赫共和国）的一个区，為该国的一级行政区划，设立于第一次纳戈尔诺-卡拉巴赫战争期间，治所位于阿斯凯兰。该区是阿尔扎赫在第二次納戈爾諾-卡拉巴赫戰爭之前的7个区之一，同时也是该国在2020年战争后仍有效统治的4个区之一。

## 历史
阿尔察赫共和国的阿斯凯兰区是以苏维埃社会主义共和国联盟阿塞拜疆苏维埃社会主义共和国纳戈尔诺-卡拉巴赫自治州的阿斯凯兰区为基础建立的。1988年，由于在纳卡州占多数的亚美尼亚人要求将该州并入亚美尼亚，纳戈尔诺-卡拉巴赫冲突爆发。阿塞拜疆政府随后迁居大量梅斯赫特土耳其人和阿塞拜疆人至该区的霍贾雷村，并于1990年4月将该区改名为“霍贾雷区”，同时将治所从阿斯凯兰迁至霍贾雷。
在第一次纳戈尔诺-卡拉巴赫战争期间，霍贾雷区被亚美尼亚武装力量占领，成为由亚美尼亚扶植成立的纳戈尔诺-卡拉巴赫共和国的一个区，新的阿斯凯兰区不仅包括苏联时期纳卡州的阿斯凯兰区辖区，而且原纳卡州舒沙区在阿斯凯兰区的飞地也均被划入新设的阿斯凯兰区，同时本来不属于纳卡州但被亚美尼亚占领的周边部分地区中靠近原阿斯凯兰区东部的部分阿格达姆区的辖区也被划入该区。该区的治所也重新迁回到阿斯凯兰。在阿塞拜疆的行政区划中，该区的辖区分属于霍贾雷区和阿格达姆区。
2020年纳戈尔诺-卡拉巴赫战争中，该区的部分地区被阿塞拜疆武装力量占领，根据2020年11月9日，阿塞拜疆总统伊利哈姆·阿利耶夫、亚美尼亚总理尼科尔·帕希尼扬和俄罗斯总统弗拉基米尔·普京共同签署的停战协定《阿塞拜疆共和国总统、亚美尼亚共和国总理与俄罗斯联邦总统声明》，根据该协议，被阿塞拜疆占领的原纳卡州辖区仍由其控制，而包括阿格达姆区在内的原纳卡州之外区域归还阿塞拜疆。2020年11月20日，阿斯凯兰区所辖原阿格达姆区领土正式回归阿塞拜疆。

## 备注
1. ↑  2020年納戈爾諾-卡拉巴赫戰爭之前数据